# Охлебининская гипсовая пещера
Охлебининская гипсовая пещера (также — Охлебининская пещера) — карстовая гипсовая пещера на территории Иглинского района Башкортостана. Находится на правом берегу реки Белой в урочище Акташ, в 3,5 км юго-восточнее села Охлебинино. Поблизости находится Охлебининский археологический комплекс.
Пещера наиболее известна благодаря тому, что является единственным в Башкирии местом, где вскрыто зеркало подземных вод и выходом гипса на поверхность. Одна из значительных по объёму гипсовых пещер Башкортостана.

## Характеристика
Охлебининская пещера расположена в гипсах Кунгурского яруса в правом обрывистом склоне долины реки Белой, в 1 км ниже устья реки Сим. Длина пещеры 146 м, площадь — 5410 м², объём — 21100 м³, глубина — 18 м. Вход в пещеру расположен на дне карстового провала диаметром более 50 м, глубиной 12 метров примыкающего к логу, круто спускающемуся к реке и переходит в круто наклонную галерею северо-восточного простирания. Галерея открывается в зал пол которого сложен глыбовым навалом. В двадцати метрах от входа в пещеру имеется подземное озеро около 100 метров длины, при ширине 2-12 метров и глубине 1 метр с прозрачной водой на поверхности которой образуется тончайшая кальцитовая корка, исчезающая даже при малейшем прикосновении. В летнее время температура в пещере 4-6 °C, зимой же немного теплее, чем на поверхности. Летом в пещере длительное время сохраняется лёд. Зимой, при входе в пещеру, образуются ледяные сталагмиты.
В пещере обитает колония летучих мышей. Окрестности покрыты густыми широколиственными лесами. Около пещеры растут весьма редкие виды степных растений: василистник вонючий, чабрец, овсец пустынный.

## Статус
С 17.08.1965 пещера является региональным геологическим памятником природы, имеющим научное, учебное, природоохранное и рекреационное значение. Охрана памятника природы организована недостаточно хорошо.